# Garfield (film din 2024)
Garfield (titlu original: The Garfield Movie) este un film american de comedie de animație bazat pe banda desenată Garfield de Jim Davis, produs de Columbia Pictures și Alcon Entertainment (în primul film de animație al acestuia din urmă), animat de DNEG Animation și distribuit de Sony Pictures Releasing. Regizat de Mark Dindal de la un scenariu semnat de David Reynolds și de echipa de scris a Paul A. Kaplan și Mark Torgove, filmul îl are în rolul principal pe Chris Pratt ca vocea personajului titular alături de vocile lui Samuel L. Jackson, Hannah Waddingham, Ving Rhames, Nicholas Hoult, Cecily Strong, Harvey Guillén, Brett Goldstein și Bowen Yang.
Dezvolatarea unui nou film de animație Garfield a început în mai 2016, cu producătorii și scenariștii deja atașați. Dindal a fost anunțat ca regizor al filmului în noiembrie 2018, iar pre-producția a început luna următoare. În ciuda achiziției de către Viacom a majorității drepturilor pentru Garfield în august 2019, producția a continuat. În noiembrie 2021, Sony a cumpărat drepturile de distribuție pentru film, iar Pratt a fost ales ca Garfield. Restul distribuției s-a alăturat în 2022. John Debney, un colaborator frecvent al lui Dindal, a compus scorul muzical.

## Distribuție
- Chris Pratt ca Garfield, o pisică tabby portocalie cinică și leneșă care iubește lasagna și urăște Lunile
- Codin Maticiuc ca Garfield (versiunea română)[4]
- Samuel L. Jackson ca Vic, tatăl înstrăinat al lui Garfield
- Hannah Waddingham⁠(d)
- Ving Rhames
- Nicholas Hoult ca Jon Arbuckle, proprietarul lui Garfield
- Cecily Strong⁠(d)
- Harvey Guillén⁠(d), ca Odie⁠(d), un câine galben și cel mai bun prieten al lui Garfield
- Brett Goldstein⁠(d)
- Bowen Yang⁠(d)

## Lansare
Garfield a fost lansat la cinematografe în Statele Unite ale Americii pe 24 mai 2024. Inițial, lansarea fusese programată pe 16 februarie 2024. Premiera în România a avut loc pe 17 mai 2024.